# إزرلون
ايزلون (بالألمانية: Iserlohn) هي مدينة و بلدة ألمانية تقع في ألمانيا في Märkischer Kreis. يقدر عدد سكانها بـ 95,500 نسمة .

## المدن التوأمة
مدن ألميلو، بيال، Hall in Tirol، أوشيل (باد كاليه)، لافينتي، نيرغهازا، نوفوتشركاسك، خورزوف، غلاوخاو و ريكسهام هي مدن توأمة لـايزلون.

## أعلام
- فولكر فيشر
- تيم إيفانز
- براين غلين
- مارشا فادهانابانيش
- ديفيد بيكمان
- والتر بوسي
- هانس ماير